# Prévôt des marchands

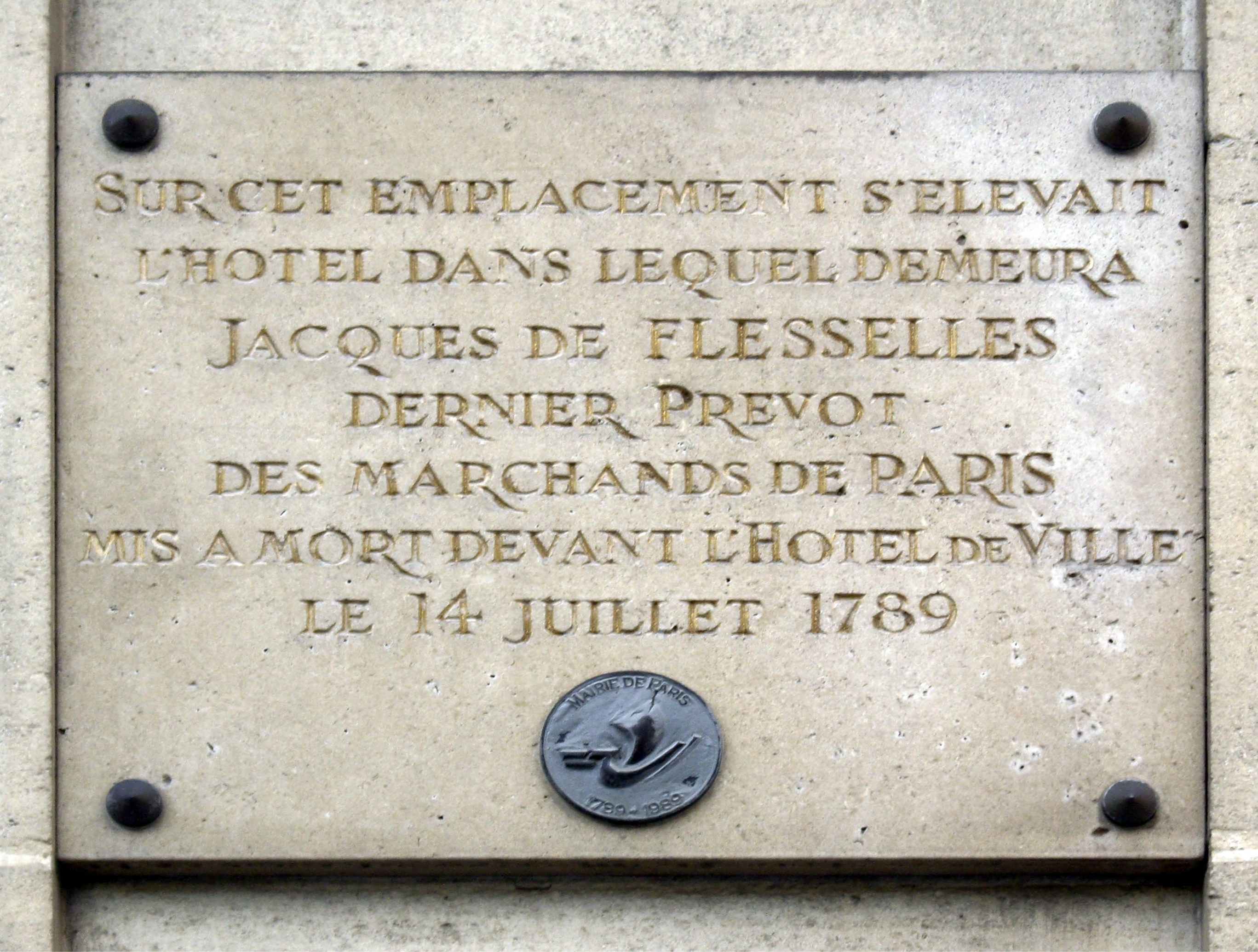
Pamětní deska o zavraždění posledního prévôta

Prévôt des marchands (česky doslova Představený cechu obchodníků) je historický termín označující představitele města Paříže od středověku do roku 1789. Tento titul zhruba odpovídá v historii českých zemí purkmistrovi. Prévôt měl k ruce čtyři konšely, byl zodpovědný za zásobování města, veřejné práce, městské daně a měl pravomoc nad říčním obchodem. Étienne Marcel umístil svůj úřad v polovině 14. století na náměstí Place de Grève, kde byla později postavena pařížská radnice. Název funkce byl odvozen od nejvýznamnějšího pařížského cechu obchodníků, kteří ovládali dovoz zboží po Seině. Vedle tohoto titulu existoval ještě úřad s velmi podobným názvem Prévôt de Paris (Představený Paříže), který naopak odpovídal rychtáři.

## Historie
Ve středověku pařížští obchodníci vytvořili sdružení (cech) a dostali právo volit si svého představitele, který by prosazoval jejich zájmy. Z cechu se stala mocná korporace, která měla od roku 1170 monopol na dodávky zboží do města po řece, a postupně se prosadila ve správě pařížské obce. Král Ludvík IX. se rozhodl upravit správu města tak, že se přísežní cechu obchodníků stali radními a jejich vůdce získal titul prévôt des marchands. V roce 1263 cech obchodníků poprvé zvolil představitele pařížské obec, kterým byl Évrard Valenciennes a jako jeho pomocníci byli jmenováni čtyři radní. Kompetence prévôta des marchands byla teoreticky omezena jen na dohled nad obchodem se zbožím, ale postupně získával ve městě politický vliv.
Vrchol moci tohoto úřadu je spojen se jménem Étienna Marcela (1354-1358), který vedl povstání proti králi. Po porážce povstání jacquerie byly pravomoci prévôta omezeny a roku 1383 po povstání maillotinů proti nové dani předchozího roku, kterou podporoval i pařížský prévôt, byl úřad na několik let rozpuštěn.
V roce 1388 byl úřad obnoven, ale od roku 1412 byl prévôt podřízen králi. Funkce prévôta byla stále více obsazována královskými úředníky z oblasti práva či financí namísto pařížských měšťanů.
Poslední prévôt Jacques de Flesselles byl zabit 14. července 1789 před radnicí, kterou obsadili revolucionáři. Do čela města byl zvolen Jean Sylvain Bailly s titulem starosty. Titul prévôt des marchands de Paris se tak přestal používat.

## Seznam prévôtů
- Évrard de Valenciennes (1263-1268)
- Jean Augier (1268-1270)
- Raoul de Pacy (1270-1276)
- Guillaume Pisdoe (1276-1280)
- Guillaume Bourdon (1280-1289)
- Jean Arrode (1289-1293)
- Jean Popin (1293-1296)
- Guillaume Bourdon (1296-1298)
- Étienne Barbette (1298-1304)
- Guillaume Pisdoe (1304-1314)
- Étienne Barbette (1314-1321)
- Jean Gencien (1321-1328)
- Jean La Pie (1328-1330)
- Adam Loncel ou Boucel (1330-1331)
- Jean Gencien (1331-1332)
- Adam Boucel (1332-1334)
- Guillaume Pisdoe (1334-1336)
- Guillaume Ami (1336-1338)
- Jean La Pie (1338-1343)
- Jean Pisdoe (1343-1352)
- Jean de Pacy (1352-1354)
- Étienne Marcel (1354-1358)
- Tristan Gencien (1358)
- Jean Culdoë (1358-1359)
- Jean Desmarets (1359-1364)
- Jean Culdoë le Jeune (1364-1371)
- Jean Fleury (1371-1381)
- Guillaume Bourdon (1381-1383)

- Jean Juvénal des Ursins (1388-1412)
- Pierre Gencien (1412-1413)
- André d'Espernon (1413)
- Pierre Gencien (1413-1415)
- Philippe de Breban (1415-1417)
- Étienne de Bonpuits (1417)
- Guillaume Cirasse (1417-1418)
- Noël Marchand (1418-1420)
- Hugues Le Coq (1420-1429)
- Guillaume Sanguin (1429-1431)
- Hugues Rapiout (1431-1434)
- Hugues Le Coq (1434-1436)
- Michel de Lallier (1436-1438)
- Michel des Landes (1438-1444)
- Jean Baillet (1444-1450)
- Jean Bureau (1450-1452)
- Dreux Budé (1452-1456)
- Mathieu de Nanterre (1456-1460)
- Henri de Livres (1460-1466)
- Michel de La Grange (1466-1468)
- Nicolas de Louviers (1468-1470)
- Denis Hesselin (1470-1474)
- Guillaume Le Comte (1474-1476)
- Henri de Livres (1476-1484)
- Guillaume de La Haye (1484-1485)
- Jean du Drac (1486-1489)
- Pierre Poignant (1490-1491)
- Jacques Piédefer (1492–1493)
- Nicolas Viole (1494–1495)
- Jean de Montmirel (1496–1497)
- Jacques Piédefer (1498–1499)
- Nicolas Potier (1499–1501)
- Germain de Marle (1502–1503)
- Eustache Luillier (1504–1505)
- Dreux Raguier (1506–1507)
- Pierre Le Gendre (1508–1509)
- Robert Turquain (1510–1511)
- Roger Barme (1512–1513)
- Jean Brulart (1514–1515)
- Pierre Cleutin (1516-1517)
- Pierre Lescot (1518-1519)
- Antoine Le Viste (1520-1521)
- Guillaume Budé (1522-1523)
- Jean Morin (1524-1525)
- Germain de Marle (1526–1527)
- Gaillard Spifame (1528–1529)
- Jean Luillier (1530–1531)
- Pierre Viole (1532–1533)
- Jean Tronson (1534–1537)
- Augustin de Thou (1538-1540)
- Etienne de Montmirail (1540-1542)
- André Guillart (1542-1544)
- Jean Morin (1544-1546)
- Louis Gayant (1546-1548)
- Claude Guyot (1548-1552)
- Christophe de Thou (1552-1554)
- Nicolas de Livres (1554-1556)
- Nicolas Perrot (1556-1558)
- Martin de Bragelongne (1558-1560)
- Guillaume de Marle (1560-1564)
- Claude Guyot (1564-1568)
- Nicolas de Neufville (1566-1570)
- Claude Marcel (1570-1572)
- Jean Le Charron (1572-1576)
- Nicolas Luillier (1576-1578)
- Claude d'Aubray (1578-1580)
- Augustin II de Thou (1580-1582)
- Étienne de Neuilly (1582-1586)
- Nicolas Hector (1586-1588)
- Michel Marteau (1588-1589)
- Jean Drouart (1589)
- Michel Marteau (1589-1590)
- Charles Boucher (1590-1592)
- Jean Luillier (1592-1594)
- Martin Langlois (1594-1598)
- Jacques Danès (1598-1600)
- Antoine Guyot (1600-1602)
- Martin de Bragelongne (1602-1604)
- François Miron (1604-1609)
- Jacques Sanguin (1609-1612)
- Gaston de Grieu (1612-1614)
- Robert Miron (1614-1616)
- Antoine Bouchet de Bouville (1616-1618)
- Henri de Mesmes (1618-1622)
- Nicolas de Bailleul (1622-1628)
- Christophe Sanguin (1628-1632)
- Michel Moreau (1632-1638)
- Oudart Le Féron (1638-1641)
- Christophe Perrot (1641)
- Macé Boulanger (1641-1644)
- Jean Scarron (1644-1646)
- Hiérome Le Féron (1646-1650)
- Antoine Le Fèvre (1650-1654)
- Alexandre de Sève (1654-1662)
- Daniel Voisin (1662-1668)
- Claude Le Peletier (1668-1676)
- Auguste Robert de Pomereu (1676-1684)
- Henri de Fourcy (1684-1692)
- Claude Bosc (1692-1700)
- Charles Boucher (1700-1708)
- Jérôme Bignon (1708-1716)
- Charles Trudaine (1716-1720)
- Pierre Antoine de Castagnères de Châteauneuf (1720-1725)
- Nicolas Lambert (1725-1729)
- Michel-Étienne Turgot (1729-1740)
- Félix Aubery (1740-1743)
- Louis Basile de Bernage (1743-1758)
- Jean-Baptiste de Pontcarré de Viarmes (1758-1764)
- Armand-Jérôme Bignon (1764-1772)
- Jean-Baptiste François de la Michodière (1772-1778)
- Antoine-Louis Lefebvre de Caumartin (1778-1784)
- Louis Le Peletier de Morfontaine (1784- 28. dubna 1789)
- Jacques de Flesselles (28. dubna-14. července 1789)